# Jaromír Emr
Jaromír Emr (24. ledna 1918 Lanžov –⁠ 4. prosince 2013) byl český lékař se zaměřením na ortopedii a pedagog.
Jaromír Emr pocházel z rodiny vojenského lékaře. Chodil na gymnázium do Dvora Králové nad Labem.
Poté se dal na studium medicíny. V pátém semestru jej zastihlo uzavření vysokých škol nacisty. V době uzavření škol studoval Weignerovu  topografickou anatomii. Nakonec dostudoval v Hradci Králové, kde byla v roce 1945 zřízena nová lékařská fakulta Univerzity Karlovy, která přijímala i studenty vyšších ročníků. Dne 15. dubna / v červenci 1946 se stal jedním z prvních šesti absolventů této fakulty.
Původně se chtěl věnovat vnitřnímu lékařství (interně), nakonec svůj profesní život zasvětil ortopedii. Po dokončení školy v roce 1946 nastoupil jako asistent do Ústavu normální anatomie. Krátce na to však přešel na chirurgickou kliniku, kde zastával pozici sekundáře. Na ortopedii si ho vybral tamní přednosta Jaroslav Vavrda. Dne 23. března 1956 se habilitoval a stal se docentem. Roku 1965 získal titul kandidáta věd. V roce 1965 také absolvoval odborný pobyt ve Velké Británii, při němž zjistil, že česká ortopedie je dál než ta britská.
Po Jaroslavu Vavrdovi, který stál v čele hradecké ortopedie už od roku 1939, se stal přednostou Ortopedické kliniky Fakultní nemocnice v Hradci Králové. Tuto pozici však nakonec zastával jen krátce v letech 1969–1970, protože byl brzy z politických důvodů funkce zbaven. Později byl nucen opustit i kliniku. Poté pracoval na hradecké poliklinice. Nadále se však věnoval dětské ortopedii a napsal několik odborných prací.Působil také jako středoškolský i vysokoškolský pedagog. Po roce 1989 byl rehabilitován a jako jeden z prvních jmenován emeritním profesorem ortopedické kliniky.
Byl tajemníkem a předsedou celostátní oborové komise pro výzkum v ortopedii. Hodně se věnoval Perthesově chorobě, tedy odumírání hlavice horní epifýzy kosti stehenní. Hlavně v léčbě dětí patřil ke světové špičce. I v pozdním věku byl konzultantem ortopedické kliniky fakultní nemocnice v Hradci Králové.

## Dílo
Ortopedie a základy ortopedické problematiky. Avicenum, Praha, 1979.

## Ocenění
Obdržel tři pamětní medaile Lékařské fakulty UK v Hradci Králové. Nejprve v roce 1965 obdržel bronzovou pamětní medaili, v roce 1998 stříbrnou a v roce 2006 zlatou.
V roce 2004 obdržel Zvláštní uznání ministryně zdravotnictví za přínos k rozvoji ortopedie.
Dne 29. ledna 2008 byl jmenován čestným občanem Hradce Králové.
Roku 2009 byl oceněn Pamětní medailí akademika Jana Bedrny.
Patří mezi čestné členy České společnosti pro ortopedii a traumatologii pohybového ústrojí.